# Arrondissement Bergen
Het arrondissement Bergen is een van de zeven arrondissementen van de Belgische provincie Henegouwen. Het arrondissement heeft een oppervlakte van 583,99 km² en telde 261.825 inwoners op 1 januari 2025.
Het arrondissement is enkel een bestuurlijk arrondissement. Gerechtelijk behoort dit tot het gerechtelijk arrondissement Henegouwen.

## Geschiedenis
Het arrondissement Bergen ontstond in 1800 als tweede arrondissement in het departement Jemappes. Het bestond oorspronkelijk uit de kantons Boussu, Chièvres, Dour, Edingen, Lens, Roeulx, Bergen, Pâturages en Zinnik.
In 1818 werden de arrondissementen Aat en Zinnik opgericht. Hierbij werd het kanton Chièvres afgestaan aan het arrondissement Aat en de kantons Edingen, Roeulx en Zinnik aan het arrondissement Zinnik. Hierbij verloor het arrondissement de helft van zijn grondgebied.
In 1965 werd de toenmalige gemeente Saint-Denis aangehecht van het arrondissement Zinnik en werd een gebiedsdeel van Hautrage afgestaan aan het arrondissement Aat.
In 1977 werd de toenmalige gemeente Cambron-Casteau afgestaan aan het arrondissement Aat en de gemeente Chaussée-Notre-Dame-Louvignies werd afgestaan aan het arrondissement Zinnik. Van datzelfde arrondissement werd Villers-Saint-Ghislain samen met gebiedsdelen van Zinnik en Le Rœulx aangehecht.

## Gemeenten en deelgemeenten
Gemeenten:
| - Bergen (Mons) (stad) - Boussu - Colfontaine - Dour - Frameries - Hensies - Honnelles |

| - Jurbeke (Jurbise) - Lens - Quaregnon - Quévy - Quiévrain - Saint-Ghislain (stad) |

Deelgemeenten:
| - Angre - Angreau - Asquillies - Athis - Audregnies - Aulnois - Autreppe - Baisieux - Baudour - Bauffe - Bergen (Mons) - Blaregnies - Blaugies - Bougnies - Boussu - Cambron-Saint-Vincent - Ciply - Cuesmes - Dour - Élouges - Erbaut - Erbisœul - Erquennes - Eugies - Fayt-le-Franc - Flénu - Frameries |

| - Genly - Ghlin - Givry - Gœgnies-Chaussée - Hainin - Harmignies - Harveng - Hautrage - Havay - Havré - Hensies - Herchies - Hornu - Hyon - Jemappes - Jurbeke (Jurbise) - La Bouverie - Lens - Lombise - Maisières - Marchipont - Masnuy-Saint-Jean - Masnuy-Saint-Pierre - Mesvin - Montignies-lez-Lens - Montignies-sur-Roc - Montrœul-sur-Haine |

| - Neufmaison - Nimy - Noirchain - Nouvelles - Obourg - Onnezies - Pâturages - Quaregnon - Quévy-le-Grand - Quévy-le-Petit - Quiévrain - Roisin - Saint-Denis - Saint-Ghislain - Saint-Symphorien - Sars-la-Bruyère - Sirault - Spiennes - Tertre - Thulin - Villerot - Villers-Saint-Ghislain - Warquignies - Wasmes - Wasmuel - Wihéries |

## Demografische evolutie
- Bron: NIS - Opm: 1806 t/m 1980=volkstellingen; vanaf 1980= inwoneraantal per 1 januari

| Inwoners van jaar tot jaar op 1 januari 1992 tot heden | Inwoners van jaar tot jaar op 1 januari 1992 tot heden | Inwoners van jaar tot jaar op 1 januari 1992 tot heden |
| Jaar                                                   | Aantal                                                 | Evolutie: 1992=index 100                               |
| ------------------------------------------------------ | ------------------------------------------------------ | ------------------------------------------------------ |
| 1992                                                   | 253.180                                                | 100,0                                                  |
| 1993                                                   | 253.408                                                | 100,1                                                  |
| 1994                                                   | 252.988                                                | 99,9                                                   |
| 1995                                                   | 252.872                                                | 99,9                                                   |
| 1996                                                   | 252.136                                                | 99,6                                                   |
| 1997                                                   | 251.614                                                | 99,4                                                   |
| 1998                                                   | 250.748                                                | 99,0                                                   |
| 1999                                                   | 249.850                                                | 98,7                                                   |
| 2000                                                   | 249.334                                                | 98,5                                                   |
| 2001                                                   | 249.153                                                | 98,4                                                   |
| 2002                                                   | 248.818                                                | 98,3                                                   |
| 2003                                                   | 248.832                                                | 98,3                                                   |
| 2004                                                   | 249.054                                                | 98,4                                                   |
| 2005                                                   | 248.986                                                | 98,3                                                   |
| 2006                                                   | 249.500                                                | 98,5                                                   |
| 2007                                                   | 249.878                                                | 98,7                                                   |
| 2008                                                   | 250.591                                                | 99,0                                                   |
| 2009                                                   | 250.684                                                | 99,0                                                   |
| 2010                                                   | 251.901                                                | 99,5                                                   |
| 2011                                                   | 253.373                                                | 100,1                                                  |
| 2012                                                   | 254.285                                                | 100,4                                                  |
| 2013                                                   | 255.625                                                | 101,0                                                  |
| 2014                                                   | 257.010                                                | 101,5                                                  |
| 2015                                                   | 257.804                                                | 101,8                                                  |
| 2016                                                   | 257.860                                                | 101,8                                                  |
| 2017                                                   | 258.431                                                | 102,1                                                  |
| 2018                                                   | 258.608                                                | 102,1                                                  |
| 2019                                                   | 258.999                                                | 102,3                                                  |
| 2020                                                   | 259.237                                                | 102,4                                                  |
| 2021                                                   | 259.007                                                | 102,3                                                  |
| 2022                                                   | 260.192                                                | 102,8                                                  |
| 2023                                                   | 260.697                                                | 103,0                                                  |
| 2024                                                   | 260.855                                                | 103,0                                                  |
| 2025                                                   | 261.825                                                | 103,4                                                  |

Aalst · Aarlen · Aat · Antwerpen · Bastenaken · Bergen · Borgworm · Brugge · Brussel-Hoofdstad · Charleroi · Dendermonde · Diksmuide · Dinant · Doornik-Moeskroen · Eeklo · Gent · Halle-Vilvoorde · Hasselt · Hoei · Ieper · Kortrijk · La Louvière · Leuven · Luik · Maaseik · Marche-en-Famenne · Mechelen · Namen · Neufchâteau · Nijvel · Oostende · Oudenaarde · Philippeville · Roeselare · Sint-Niklaas · Thuin · Tielt · Tongeren · Turnhout · Verviers · Veurne · Virton · Zinnik